# Alejandro González (basquetebolista)
Alejandro González Roig (Montevidéu, 5 de janeiro de 1907 - novembro de 1979) foi um ex-basquetebolista uruguaio que integrou a seleção uruguaia que competiu nos VI Jogos Olímpicos de Verão realizados em Berlim em 1936.